# The Walking Dead: Survival Instinct

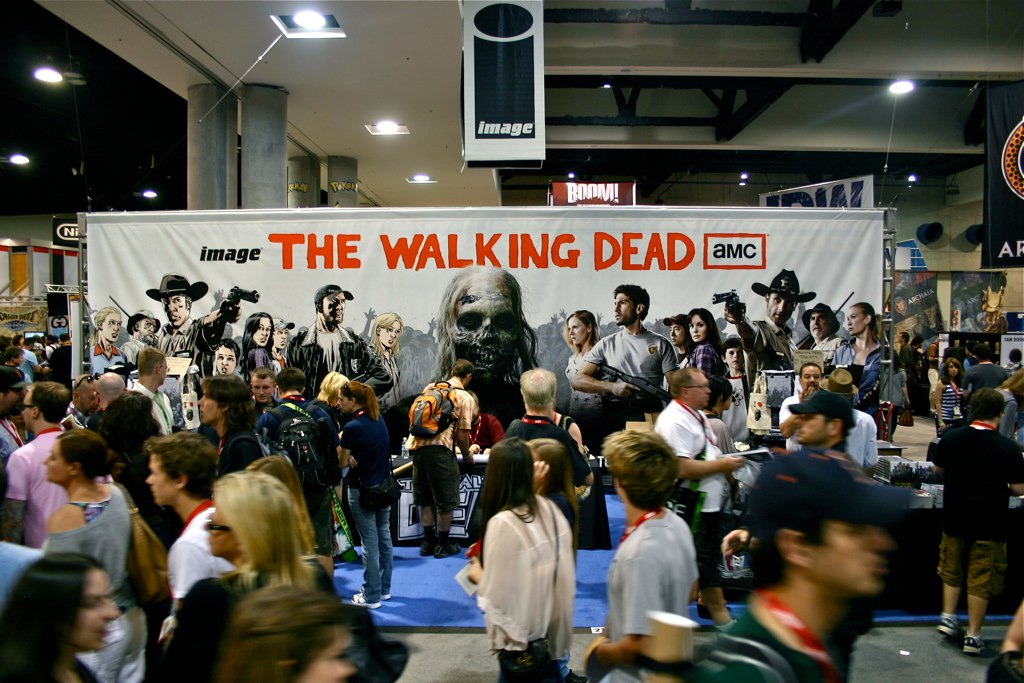
Stand van The Walking Dead op een beurs

The Walking Dead: Survival Instinct is een first-person shooter ontwikkeld door Terminal Reality en uitgegeven door Activision. 
The Walking Dead: Survival Instinct is niet gerelateerd aan The Walking Dead uitgebracht door Telltale Games, welke gebaseerd was op het gelijknamige stripverhaal. Terminal Reality ontwikkelde het tweede computerspel van de The Walking Dead met de televisieserie als basis. 

## Platforms
| Platform      | Jaar |
| ------------- | ---- |
| PlayStation 3 | 2013 |
| Wii U         | 2013 |
| Windows       | 2013 |
| Xbox 360      | 2013 |

## Ontvangst
| Beoordeeld door      | Platform      | Datum         | Score |
| -------------------- | ------------- | ------------- | ----- |
| GameStar (Duitsland) | Windows       | 28 maart 2013 | 53%   |
| PC Games (Duitsland) | Windows       | april 2013    | 41%   |
| Spazio Games         | Wii U         | 2 mei 2013    | 40%   |
| Jeuxvideo.com        | PlayStation 3 | 22 maart 2013 | 30%   |
| Xbox360Achievements  | Xbox 360      | 21 april 2013 | 30%   |
| Jeuxvideo.com        | Xbox 360      | 22 maart 2013 | 30%   |
| Jeuxvideo.com        | Wii U         | 22 maart 2013 | 30%   |
| Gamereactor (Sweden) | Xbox 360      | 23 maart 2013 | 20%   |
| Gamereactor (Sweden) | Windows       | 23 maart 2013 | 20%   |
| Gamereactor (Sweden) | Wii U         | 23 maart 2013 | 20%   |